# Église Notre-Dame de Chicago
Ne doit pas être confondu avec Basilique Notre-Dame-des-Douleurs de Chicago.
L'église Notre-Dame de Chicago est une église catholique située dans le secteur communautaire de Near West Side à Chicago, aux États-Unis. Elle est inscrite au Registre national des lieux historiques (National Register of Historic Places) depuis 1979.

## Historique et architecture
Édifiée de 1889 à 1892, cette église remplace un édifice construit en 1865 à un autre endroit de la ville. L'architecte canadien français Grégoire Vigeant conçoit l'église Notre-Dame dans un style néo-roman. L'influence française dans l'architecture de l'édifice est reconnaissable au plan en croix grecque, aux toits en croupe, aux dômes carrés et à l'accent mis sur la hauteur grâce aux deux coupoles et à la lanterne.
En raison du déclin du nombre de fidèles français, l'archidiocèse de Chicago offre la gestion de l'église aux pères du Très-Saint-Sacrement en 1918. En 1926, l'église accueille le Congrès eucharistique international.
Puisqu'elle remplace l'église Saint-Louis de Chicago, l'église Notre-Dame a joué un rôle important dans l'histoire de la communauté française de la ville. Elle est décrite comme « le plus important monument associé aux Français de Chicago » et « le seul monument français subsistant dans la ville ». En raison de son importance pour la communauté française et de son intérêt architectural, l'église Notre-Dame est inscrite au Registre national des lieux historiques le 7 mars 1979.